# Don Bosco Grijsoord Combinatie
DBGC (Don Bosco Grijsoord Combinatie) is een Nederlandse amateurvoetbalclub uit Oude-Tonge die in 1957 is ontstaan door een fusie van de clubs Don Bosco en Grijsoord. Het eerste mannenelftal van de club speelt in de Tweede klasse zaterdag van het district Zuid-I (2020/21). Tot en met seizoen 2010/11 speelde de club op zondag.

## Geschiedenis
In 1935 werd Grijsoord de nieuwe naam van de in 1925 opgerichte club Xerxes. Deze naamswijziging was een gevolg van de clubwens om in de Rotterdamsche Voetbalbond (RVB) te spelen waar Xerxes al speelde. Don Bosco was in 1936 opgericht. De fusie ging in 1957 van start als voetbalvereniging. In 1965 werd v.v. vervangen door s.v. (sportvereniging) toen er een korfbaltak werd opgericht. In 1976 werd gestart met vrouwenvoetbal.
In 1973 werd de finale om de KNVB districtsbeker (West II) bereikt. In de finale was genoemde Xerxes de tegenstander. Xerxes behaalde ook de bekerzege binnen na strafschoppen, de wedstrijd zelf eindigde in 4-4 na verlenging. In 1976 werd de finale voor de tweede keer bereikt en ditmaal gewonnen. VV Wilhelmus werd met 2-1 verslagen. Het schreef ook Oostflakkeese geschiedenis door als eerste club uit deze gemeente naar de Eerste klasse te promoveren. In het tweede seizoen in de eerste klasse werd de DBGC tweede en plaatste zich voor de nacompetitie om promotie naar de Hoofdklasse, de promotie werd echter niet behaald. Het jubileumjaar 2007 werd bekroond met het kampioenschap in de Vierde klasse van de zondagamateurs.
Sinds het seizoen 2011/12 is DBGC overgestapt van het zondag amateurvoetbal naar het zaterdag amateurvoetbal. Direct in het eerste seizoen in de Vierde klasse dwong DBGC promotie af naar de derde klasse, door in de nacompetitie WFB te verslaan. Het eerste seizoen in de derde klasse eindigde DBGC als tweede. Deze keer wisten de Oude-Tongenaren niet te promoveren, NSVV bleek sterker in de nacompetitie. In het seizoen 2013/14 eindigde DBGC als 8e in de derde klasse West II. In het seizoen 2014/15 werd DBGC voor het eerst ingedeeld in Zuid 1. Hierin eindigde DBGC samen met VV Hellevoetsluis op een gedeelde eerste plek in de derde klasse. De beslissingswedstrijd die volgde verloor DBGC van Hellevoetsluis. Ook in de nacompetitie wist DBGC niet te promoveren naar de tweede klasse.
Het seizoen 2015/16 werd DBGC wél kampioen in de derde klasse. Vanaf de eerste speeldag werd de koppositie gepakt en deze werd niet meer weggegeven. In een uitwedstrijd tegen The Gunners werd de kampioensoverwinning gepakt en promoveerde DBGC naar de tweede klasse. In het seizoen 2016/17 speelde DBGC voor het eerst sinds jaren weer in de tweede klasse. Na een imposante reeks in de tweede seizoenshelft werd nacompetitie voor promotie bemachtigd. In de eerste ronde werd VV Roda Boys over twee wedstrijden verslagen. In de finale van de nacompetitie wist het in de eerste klasse uitkomende VV Nieuw Lekkerland DBGC te verslaan, waardoor DBGC niet promoveerde naar de eerste klasse.
In het seizoen 2023/24 werd DBGC 9e in de 2e klasse E waardoor ze nacompetitie moesten spelen. Ze stroomde in de 2e ronde in waardoor ze thuis tegen Hardinxveld moesten spelen. Deze wedstrijd wonnen ze met 4-1. in de 3e ronde moest DBGC uit tegen de meeuwen in Zoutelanden. De wedstrijd wonnen ze na verlenging met 0-1 door een doelpunt van Thijs Tromp. In de finale die in Dirksland gespeeld op het terijn van DVV'09. Tijdens die wedstrijd moest DBGC tegen MOC uit Bergen op Zoom. De finale verloren ze met 0-3 waardoor DBGC degradeert naar de 3e klasse.

## Erelijst
Districtsbeker West II (Zondagclubs)
Winnaar in 1976
Grevelingencup (2024)

## Trainers
- 1972 - 1974 : Teun Hollaar
- 1974 - 1977 : Jan de Gier
- 1979 - 1980 : Peter Bruger
- 1983 - 1984 : Slobodan Dutina
- 1985 - 1986 : Paolo Porcu
- 1996 - 1998 : René Milot
- 1998 - 2001 : Brain Wolf
- 2001 - 2003 : William de Boet
- 2003 - 2006 : Teus Felsbourg
- 2006 - 2009 : Auke Wagenaar
- 2009 - 2014 : John Kleijn
- 2014 - 2017 : Richard Elzinga
- 2017 - 2020 : Wim Nieuwland[1]
- 2020 - 2024 : Jordi Smit[2]
- 2024 - 2024:  Dennis van Gils
- 2024 - 2025: René Scholts
- 2025 - heden: Ben Hoogwerf

## Competitieresultaten 2012–2022 (zaterdag)
| 2 4F |

| 2 3D |

| 8 3D |

| 2 3B |

| 1 3B |

| 2 2E |

| 10 2E |

| 7 2E |

| 12 2E |

| 10 2E |

| 6 2E |

| Tweede klasse |
| Derde klasse  |
| Vierde klasse |

2015: de beslissingswedstrijd op 14 mei om het klassekampioenschap in 3B werd bij VV WFB met 1-4 verloren van VV Hellevoetsluis.

## Competitieresultaten 1971–2011 (zondag)
| 5 4H |

| 5 4F |

| 1 4H |

| 4 3D |

| 1 3D |

| 1 2B |

| 9 1B |

| 2 1B |

| 11 1B |

| 14 1B |

| 6 2B |

| 7 2B |

| 6 2B |

| 13 2B |

| 12 3B |

| 3 4F |

| 3 4F |

| 7 4F |

| 3 4F |

| 2 4F |

| 8 3C |

| 7 3C |

| 10 3C |

| 1 4F |

| 4 3C |

| 7 3C |

| 6 3D |

| 5 3D |

| 7 3C |

| 8 3C |

| 12 3C |

| 1 4G |

| 6 4H |

| 2 4H |

| 5 4H |

| 4 4H |

| 1 4G |

| 5 3D |

| 9 3D |

| 10 3D |

| 9 3D |

| Eerste klasse | Tweede klasse | Derde klasse | Vierde klasse |

In elke staaf van de grafiek staat van boven naar beneden vermeld: 
- Eindnotering

Dit is de positie die de club heeft bereikt in de competitie, zonder eventuele beslissings-, play-off- of nacompetitiewedstrijden die nodig zijn geweest om bijvoorbeeld de kampioen van de competitie te bepalen.
Indien een * achter het getal staat is de notering een tussenstand en kan het zijn dat de notering niet overeenkomt met de uiteindelijke eindstand van de competitie.
Staat er een - dan is het seizoen nog bezig en is er geen definitieve uitslag bekend.
Staat er xx op de positie van de notering, dan heeft de club vroegtijdig de competitie verlaten. Dit kan onder andere komen door terugtrekking van het team, faillissement van de club of door een uitgedeelde straf van de KNVB. In veel gevallen staat elders in het artikel de reden vermeld.
Staat er een ? dan is het resultaat uit het verleden onbekend, en is alleen de competitie of het niveau bekend van dat seizoen.
In de seizoenen 2019/20 en 2020/21 werd wegens de coronacrisis het amateurvoetbal afgebroken. Daardoor kennen deze staven geen eindklassering (middels -- weergegeven).
- Competitieniveau en afdelingsletter of Officiële eindstand Eredivisie
  - Competitieniveau en afdelingsletter

Hierbij geeft het getal het niveau weer, dat ook terug te vinden is in de legenda. De letter is de afdelingsaanduiding en wordt gebruikt wanneer er meer afdelingen zijn op hetzelfde niveau. De afdelingsletter is altijd een hoofdletter en wordt meestal zonder nummer gebruikt.
Voorbeeld: 2F is niveau 2e klasse competitie F.
Het competitieniveau en nummer wordt niet vermeld wanneer er slechts één competitie van dit niveau was.
  - Officiële eindstand Eredivisie (getal staat tussen haakjes vermeld)

Sinds de introductie van play-offwedstrijden voor Europees voetbal na afloop van de reguliere competitie in 2005/06, is de KNVB verplicht een eindstand van de Eredivisie door te geven aan de UEFA aan de hand van deze play-offwedstrijden.
Bij deze eindstand staan clubs die zich hebben gekwalificeerd voor Europees voetbal hoger dan clubs die zich niet wisten te kwalificeren. Indien er geen verschil was tussen de eindnotering en de officiële eindstand, staat dit getal niet vermeld.

- Onderafdeling

Hier staat afgekort de naam van de onderafdeling indien de club in dat jaar in een onderafdeling uitkwam. Tevens staat deze afkorting in de legenda en wordt gelinkt naar het artikel over deze onderafdeling. Deze afkorting wordt alleen vermeld wanneer de club in het verleden in verschillende onderafdelingen heeft gespeeld. Deze vermelding is in de staaf altijd in kleine letters. Deze onderafdelingen zijn na het seizoen 1995/96 afgeschaft. Heeft de club in slechts één onderafdeling gespeeld, dan is dit alleen terug te vinden in de legenda.
Onder de staaf staat het jaartal vermeld waarin het seizoen is afgesloten. 15 verwijst naar het seizoen 2014/15 of eventueel het seizoen 1914/15.
Wanneer een staaf leeg is, zijn deze gegevens niet bekend. Het kan ook zijn dat de club dat seizoen niet heeft meegespeeld op het hogere amateurniveau, vroegtijdig de competitie heeft verlaten of uit de competitie is gezet.

In het seizoen 1944/45 was er wegens de Tweede Wereldoorlog geen regulier competitievoetbal.

## Bekende (oud-)spelers
- Lieke Huijsmans
- Peter otte